# Çandarli Halil Paixà
Çandarli Halil Paixà (en turc Çandarlı Halil Paşa, pronunciat Txandarli Khalil Paixà) (mort 1453) fou gran visir otomà, fill gran del gran visir Çandarli Ibrahim Paixà.
Va ser nomenat gran visir per Murat II el 1443 quan era kadiasker. Va ser partidari d'una treva per evitar una croada occidental contra els otomans i principal negociador a les converses acabades en el tractat d'Edirne de 12 de juny de 1444.
Quan després de la batalla de Jalowaz Murat II va abdicar en el seu jove fill Mehmet II (de 13 anys), va restar gran visir d'aquest i fou per Khalil que Murat fou cridat el setembre de 1444 per dirigir l'exèrcit contra els invasors mentre ell va restar a Edirne amb el jove sultà i Murat II va obtenir la victòria de Varna. Fidel a Murat, el 1446, a causa d'una revolta dels geníssers que potser va fomentar ell mateix, va cridar a aquest sultà el qual va recuperar el tron, que va conservar fins a la seva mort el 1451; llavors va fer venir a Mehmed II des d'Edirne i va conservar el càrrec però el sultà li guardava rancúnia pel que havia passat; després d'un atac karamànida va negociar la pau amb aquestos però va despatxar a l'ambaixador romà d'Orient que volia negociar un augment del pagament que es feia a l'imperi per retenir presoner al príncep Orkhan.
Khalil buscava la pau en tots els fronts i el trencament amb els romans d'Orient per aconseguir la conquesta de Constantinoble. Aquestos èxits diplomàtics foren reconeguts pel sultà que li va donar terres a Plovdiv o Filibe el setembre de 1451. Però després es va oposar al setge de Constantinoble. Finalment aquesta fou ocupada el 20 de maig de 1453 i en endavant van triomfar les tesis del partit de la guerra dirigit per Zaganos Mehmed Pasha.
Mehmet II el va acusar llavors de col·laborar amb els romans d'Orient i el va fer arrestar (30 de maig) i enviat a Edirne on fou executat el juny de 1453. Fou el primer gran visir que va morir executat. El va succeir Mahmut Paixà Angelovitx.